# Montedello
Montedello (Mundel in dialetto locale) è un antico borgo medioevale della storica Valle dei Cavalieri, appartenente alle Terre Matildiche in Alta Vald'Enza, lungo l'antica via del sale;
oggigiorno conta 15 abitanti permanenti, è situato nel comune di Ventasso, nella provincia di Reggio Emilia, e confina a sud con la regione Toscana. È collocato nel Parco nazionale dell'Appennino Tosco-Emiliano e nella riserva dell'oasi naturalistica chiamata Parco dei Cento Laghi.

## Toponimo
L'etimo del toponimo risale forse al Latino medioevale Montes (monte) e Tēlum  (armato, difeso) ovvero Monte Armato (latino Montetēlum);
altre fonti lo fanno risalire dal Longobardo Mund o Munt (difeso, protetto, fortificato) e Tell o Tel (tumulo, sommità) ovvero Altura Fortificata (longobardo Mundell).
Entrambe le accezioni etimologiche evidenziando i concetti di "protezione difesa armata" e "sommità altura monte";
questi etimi in entrambe le traduzioni ed ipotesi, assieme alla conformazione topografica ed architettonica, probabilmente non lasciano spazio ad altre interpretazioni o dubbi sulle funzioni primigenie dell'insediamento.

## Topografia

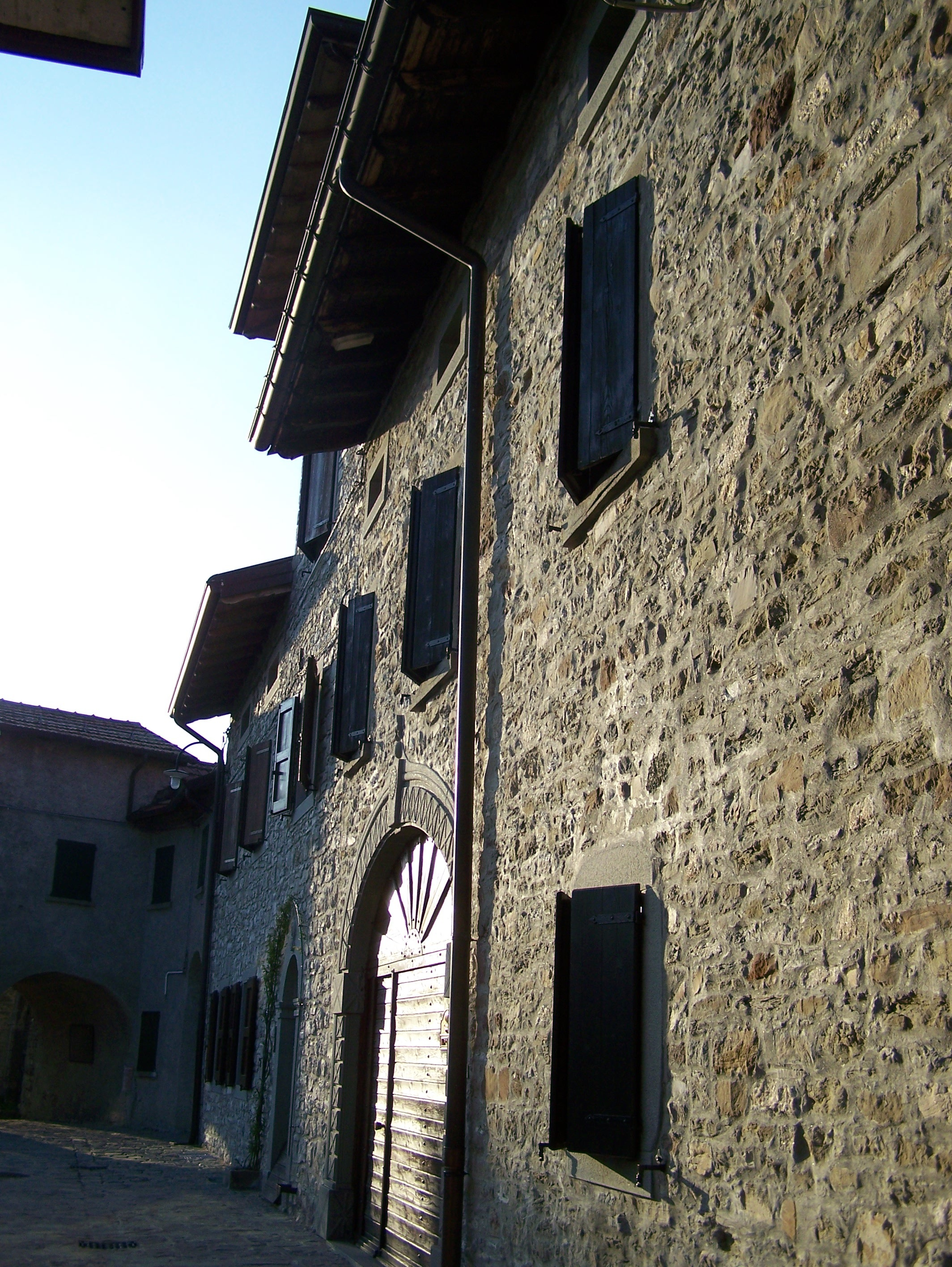
Case in pietra del centro abitato

Territorio ubicato su d'un crinale roccioso naturalmente prospiciente il torrente Enza che domina tutte le linee ottiche della Valle, è un paese sviluppatosi topicamente sul sistema a croce dell'accampamento permanente antico romano con uno sviluppo urbano rettangolare, o castra stativa, costruito sul rilievo più alto del luogo scelto, il vallum, con una via principalis (orientata est-ovest) longitudinale al crinale confluente con una via di fuga rapida verso il fiume detta decumana, incrociate ortogonalmente a destra ed a sinistra dell'insediamento centrale con alcuni viottoli d'accesso (orientati nord-sud), il praetorium e questorium.
Gli abitanti della zona poi si stabilivano intorno a questi accampamenti, per essere protetti e per sfruttare i traffici commerciali.
Nel medioevo questo agglomerato fortificato veniva utilizzato come parte di un sistema poligonale di difesa del territorio della Valle nella distribuzione di una rete postazioni di guardia diffuso su tutti i punti dominanti strategici.
In epoca più recente, durante la II guerra Mondiale, in questa zona del crinale appenninico passava la famosa Linea Gotica, un ideale sbarramento che per la natura molto selvaggia ed impervia del paesaggio, con modesto impiego di forze belliche impediva di fatto il passaggio a qualunque truppa nemica anche meglio equipaggiata e numericamente preponderante, e così come era successo ripetutamente nelle epoche passate questo luogo strategico era proprio lo scenario su cui si incentrava il fronte di guerra in Italia da parte dei Partigiani che si rifugiavano tra i boschi intorno a Montedello.

## Storia
L'area era stata frequentata sin dalla tarda età del bronzo da parte di tribù Liguri, e la vallata era stata usata per spostamenti di genti e merci, rotte di commercio e materie prime (tra le principali il sale) tra il mare ed altre zone submontane.
Vi sono ritrovamenti di monete romane, nella zona della vallata, e probabilmente il luogo dove ora sorge Montedello, per la sua conformazione topografica e posizione strategica, era stato usato come accampamento romano lungo il torrente Enza, ma data l'estrema asprezza e brutalità selvaggia dell'ambiente, non si ritrovano insediamenti stabili fino ad epoca altomedioevale.
L'agglomerato urbano che si incontra oggi, risale probabilmente ad un Forte costruito dalla Vassalleria di Carlo Magno attorno al 781.
In origine era costituito da una Rocca, alcune abitazioni in pietra ed una certa quantità di baracche in legno.
Dal periodo bassomedioevale sembrano risalire le edificazioni e costruzioni più antiche di ciò che è il borgo oggi; alcune iscrizioni su pietra apparentemente assegnano honoris causa alla gens nobile degli Hilarii giunta sul luogo a seguito di imprecisate forze armate, il diritto-dovere di possedere e riportare al fulgore canossiano il borgo di Montedello. Nel medioevo questo agglomerato fortificato veniva utilizzato come parte di un sistema poligonale di difesa che costituiva una fitta rete di paesi fortificati e virtualmente inespugnabili che dominavano alcune vallate molto impervie e selvagge delle Terre Matildiche, dove cioè i condottieri della famiglia dei Canossiani traevano la fonte del loro originario potere, attorno all'anno mille.
Nel 1415 il censimento estense rileva attorno alle case in muratura ed in pietra, la presenza di case in legno e paglia, abitate da alcune decine di persone.
A quel tempo a Montedello, nell'abitato ad impianto lineare, era già nota la torre detta Torre degli Ilariucci alla metà del Cinquecento, che ha costituito il nucleo originario per la corte aperta, chiaramente identificabile nei catasti del 1715 e del 1772 per la presenza di un oratorio: nel 1715 nell’Estimo del Sig. Paolo del fu Sig. Antonello Ilariucci è censito un Sito di Casa Cortile, Ara, con sopra un altro Oratorio, Fienile Orto, Caneparo, e Prato arborato nelle case di Montedello, e nel 1772 nell’Estimo della Signora Impolita Ilariuzzi Castiglioni Scala da Caneto è presente sempre un Sito di Casa Cortile, Ara con sopra un ulteriore Oratorio, con Fienile, Orto, e Caneparo a cui si aggiungono delle Stalle con due pozzi, e pretto con pozzo, qual prato, è arborato il tutto situato in loco detto Montedello.
Nel catasto del 1607 ancora non compare l’oratorio con pianta ad aula ma solamente un campo con casa, mentivo, ortivo et pascollivo in loco detto alli Canepari... et sopra eso vi è la casa et teza di giaroni e calzina che, grazie all’indicazione della collocazione presso i Canepari, si è potuto collegarla alle successive descrizioni.

## Geologia

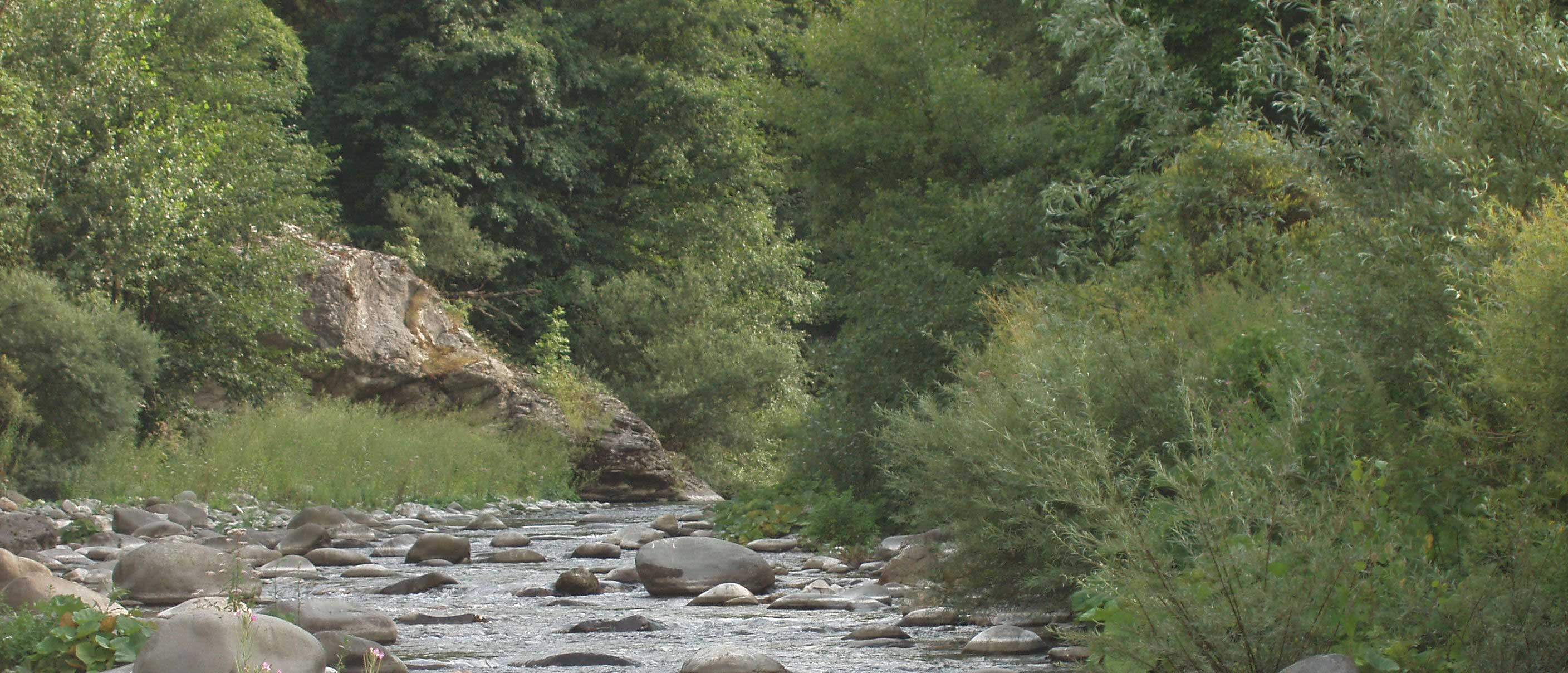
Il torrente Enza a Montedello in estate

La conformazione geologica della zona è costituita da unità epiliguri dell'Eocene superiore – Miocene, con depositi terrigeni marini del versante tirrenico, risalenti al Pliocene.
localmente, la conformazione è uguale a quella tipica delle zone più alte degli Appennini settentrionali, e denota la presenza di Argille, Rocce calcaree e Graniti.
In particolare si ritrovano comunemente arenarie di Ranzano ed argille abissali.
Nella zona, specialmente verso il torrente Enza, è possibile incontrare resti fossilizzati come gusci di molluschi e altri animali tipici di un ambiente antico con clima tropicale.
Dall'anno 1000 ad oggi non sono note, o comunque riportate, attività sismiche, danni o allarmi di terremoti, se non come echi di eventi lontani, come il più rilevante nella zona del 1920.

## Architettura

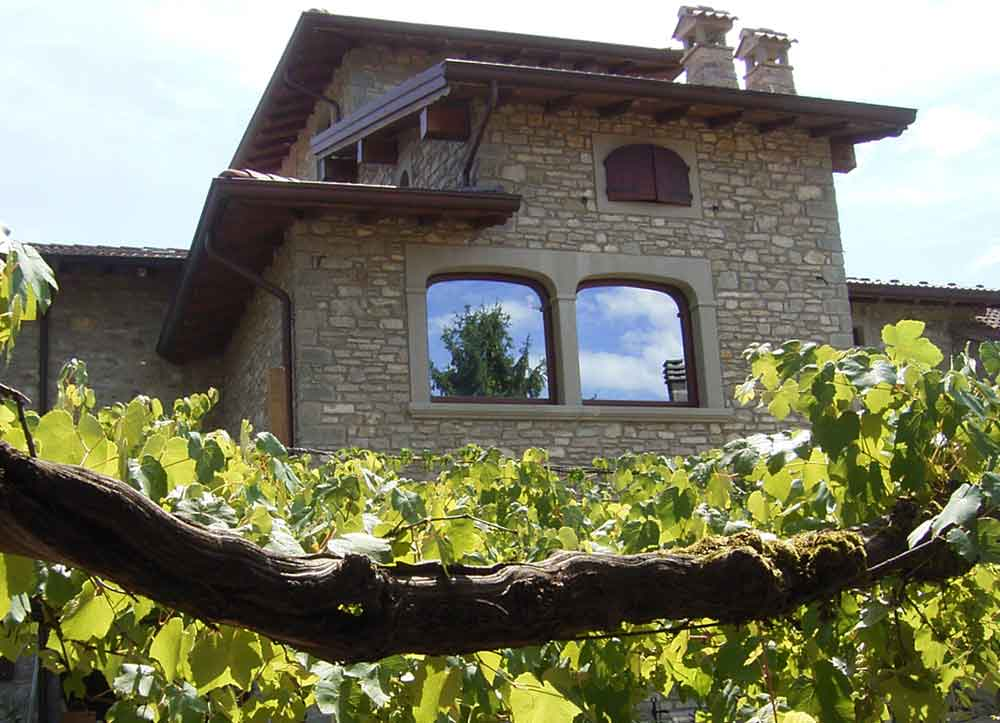
Scorcio di una bifora a Montedello

Tutto il paese storico è unito da una strada principale pavimentata con selciato e viottoli secondari spesso privati e ripidi;
l'accesso al centro del paese avviene attraversando uno stretto archivolto che di fatto permetteva l'accesso a cavallo ma non egualmente ai moderni mezzi pesanti.
Il borgo antico è situato su d'un crinale roccioso ed è costituito da alcune abitazioni in pietra dove si trovano alcuni loggiati, corti, sottopassi, bifore e portali,
Diverse edificazioni presentano un notevole interesse storico ed architettonico, spesso sono state accuratamente ristrutturate e, in percentuale sempre maggiore, vengono tuttora abitate, vissute e sottratte al progressivo recente abbandono dovuto al declino delle attività agricole rurali.
Le case sono tipicamente costruite in pietra di fiume raccolta e tagliata direttamente nell'Enza e sono state edificate, a volte su precedenti costruzioni in epoca medioevale, direttamente su speroni rocciosi affioranti dalla montagna e talvolta ancora ben visibili alla base di alcuni muri.
Nel punto più alto del paese si trovano gli edifici più alti che dispongono di un panorama a 360 gradi sull'Alta Valdenza, l'antica Valle dei Cavalieri.
Le case hanno quasi sempre mura abbastanza spesse come era d'uso in passato per irrobustire le strutture contrastare la dispersione termica.
Fino agli anni settanta le vie erano segnate da tabernacoli e bassorilievi in marmo, maestà di passaggio e lapidi votive.
Alcuni portali in pietra riportano incisioni che li datano tra il XVI ed il XVIII secolo, e sono ritenuti tra i portali più pregevoli della montagna reggiana.

## Luoghi d'interesse
Di rilevante pregio l'oratorio del XVI secolo, ad oggi adibito a regolari funzioni religiose cattoliche; il portale d'entrata reca l'incisione che evidenzia la data del 1652. L'oratorio è dedicato a Santa Lucia, patrono del piccolo borgo, la cui commemorazione si festeggia il giorno 13 dicembre.

## Dati analitici

### Riferimenti numerici
- altitudine min = 610 mt
- altitudine max = 660 mt
- superficie = 1 km²
- densità = 18 ab/km²
- codice istat = 035031
- riferimento fiscale = G654

### Centri confinanti
- Camporella (Ventasso, RE)
- Castagneto (Ventasso, RE)
- Vaestano (Palanzano, PR)
- Vairo (Palanzano, PR)
- Comune di Palanzano (PR)
- Provincia di Parma (Italia)

### Distanze
- Municipio del Comune distaccamento Ramiseto = circa 9 km
- Autostrada (Parma A1) = circa 67 km
- Autostrada (Terre di Canossa-Campegine A1) = circa 55 km
- Autostrada (Aulla A15 - A12) = circa 45 km
- Aeroporto (Parma Giuseppe Verdi) = circa 70 km
- Aeroporto (Bologna Guglielmo Marconi) = circa 125 km

## Aneddotica
Il borgo da secoli è suddiviso in rami o fazioni risalenti alle varie ascendenze dei ceppi primigeni che si frazionavano e ancor oggi vengono distinti con un epiteto conferito probabilmente a causa d'un tratto caratteristico, un nome o attività, che l'antenato notabile di tale linea ha tramandato alla sua stirpe. Questi si annoverano oggigiorno in:
- B'gott
- Fümelb
- Italia
- Mathion
- Moor